# NBA Playoffs 1976
Gli NBA Playoffs 1976 si conclusero con la vittoria dei Boston Celtics (campioni della Eastern Conference) che sconfissero i campioni della Western conference, i Phoenix Suns.

## Squadre qualificate

### Eastern Conference
1. Boston Celtics
2. Cleveland Cavaliers
3. Washington Bullets
4. Philadelphia 76ers
5. Buffalo Braves

### Western Conference
1. G.S. Warriors
2. Seattle S.Sonics
3. Phoenix Suns
4. Milwaukee Bucks
5. Detroit Pistons

## Tabellone
|  | Primo turno        | Primo turno        | Primo turno           |                       |   | Semifinali di Conference | Semifinali di Conference | Semifinali di Conference |  |   | Finali di Conference | Finali di Conference | Finali di Conference |   |  | NBA Finali NBA | NBA Finali NBA | NBA Finali NBA |
|  |                    |                    |                       |                       |   |                          |                          |                          |  |   |                      |                      |                      |   |  |                |                |                |
|  |                    |                    |                       |                       |   |                          |                          |                          |  |   |                      |                      |                      |   |  |                |                |                |
|  |                    | 1                  | G.S. Warriors *       | 4                     |   |                          |                          |                          |  |   |                      |                      |                      |   |  |                |                |                |
|  |                    |                    |                       | 4                     |   |                          |                          |                          |  |   |                      |                      |                      |   |  |                |                |                |
|  |                    |                    | 5                     | Detroit Pistons       | 2 |                          |                          |                          |  |   |                      |                      |                      |   |  |                |                |                |
|  | 4                  | Milwaukee Bucks *  | 5                     | Detroit Pistons       | 2 | 1                        |                          |                          |  |   |                      |                      |                      |   |  |                |                |                |
|  | 4                  | Milwaukee Bucks *  |                       |                       |   | 1                        |                          |                          |  |   |                      |                      |                      |   |  |                |                |                |
|  | 5                  | Detroit Pistons    | 2                     |                       |   |                          |                          |                          |  |   |                      |                      |                      |   |  |                |                |                |
|  | 5                  | Detroit Pistons    | 2                     |                       |   |                          |                          |                          |  | 1 | G.S. Warriors *      | 3                    |                      |   |  |                |                |                |
|  | Western Conference |                    |                       |                       |   |                          |                          |                          |  | 1 | G.S. Warriors *      | 3                    |                      |   |  |                |                |                |
|  |                    | 3                  | Phoenix Suns          | 4                     |   |                          |                          |                          |  |   |                      |                      |                      |   |  |                |                |                |
|  |                    | 3                  | Phoenix Suns          | 4                     |   |                          |                          |                          |  |   |                      |                      |                      |   |  |                |                |                |
|  |                    |                    |                       |                       |   |                          |                          |                          |  |   |                      |                      |                      |   |  |                |                |                |
|  |                    |                    |                       |                       |   |                          |                          |                          |  |   |                      |                      |                      |   |  |                |                |                |
|  |                    | 3                  | Phoenix Suns          | 4                     |   |                          |                          |                          |  |   |                      |                      |                      |   |  |                |                |                |
|  |                    |                    |                       | 4                     |   |                          |                          |                          |  |   |                      |                      |                      |   |  |                |                |                |
|  |                    |                    | 2                     | Seattle S.Sonics      | 2 |                          |                          |                          |  |   |                      |                      |                      |   |  |                |                |                |
|  |                    |                    | 2                     | Seattle S.Sonics      | 2 |                          |                          |                          |  |   |                      |                      |                      |   |  |                |                |                |
|  |                    |                    |                       |                       |   |                          |                          |                          |  |   |                      |                      |                      |   |  |                |                |                |
|  |                    |                    |                       |                       |   |                          |                          |                          |  |   |                      |                      |                      |   |  |                |                |                |
|  |                    |                    |                       |                       |   |                          |                          |                          |  |   |                      | W3                   | Phoenix Suns         | 2 |  |                |                |                |
|  |                    |                    |                       |                       |   |                          |                          |                          |  |   |                      |                      |                      |   |  |                |                |                |
|  |                    | E1                 | Boston Celtics *      | 4                     |   |                          |                          |                          |  |   |                      |                      |                      |   |  |                |                |                |
|  |                    | E1                 | Boston Celtics *      | 4                     |   |                          |                          |                          |  |   |                      |                      |                      |   |  |                |                |                |
|  |                    |                    |                       |                       |   |                          |                          |                          |  |   |                      |                      |                      |   |  |                |                |                |
|  |                    |                    |                       |                       |   |                          |                          |                          |  |   |                      |                      |                      |   |  |                |                |                |
|  |                    | 1                  | Boston Celtics *      | 4                     |   |                          |                          |                          |  |   |                      |                      |                      |   |  |                |                |                |
|  |                    |                    |                       | 4                     |   |                          |                          |                          |  |   |                      |                      |                      |   |  |                |                |                |
|  |                    |                    | 5                     | Buffalo Braves        | 2 |                          |                          |                          |  |   |                      |                      |                      |   |  |                |                |                |
|  | 4                  | Philadelphia 76ers | 5                     | Buffalo Braves        | 2 | 1                        |                          |                          |  |   |                      |                      |                      |   |  |                |                |                |
|  | 4                  | Philadelphia 76ers |                       |                       |   | 1                        |                          |                          |  |   |                      |                      |                      |   |  |                |                |                |
|  | 5                  | Buffalo Braves     | 2                     |                       |   |                          |                          |                          |  |   |                      |                      |                      |   |  |                |                |                |
|  | 5                  | Buffalo Braves     | 2                     |                       |   |                          |                          |                          |  | 1 | Boston Celtics *     | 4                    |                      |   |  |                |                |                |
|  | Eastern Conference |                    |                       |                       |   |                          |                          |                          |  | 1 | Boston Celtics *     | 4                    |                      |   |  |                |                |                |
|  |                    | 2                  | Cleveland Cavaliers * | 2                     |   |                          |                          |                          |  |   |                      |                      |                      |   |  |                |                |                |
|  |                    | 2                  | Cleveland Cavaliers * | 2                     |   |                          |                          |                          |  |   |                      |                      |                      |   |  |                |                |                |
|  |                    |                    |                       |                       |   |                          |                          |                          |  |   |                      |                      |                      |   |  |                |                |                |
|  |                    |                    |                       |                       |   |                          |                          |                          |  |   |                      |                      |                      |   |  |                |                |                |
|  |                    | 3                  | Washington Bullets    | 3                     |   |                          |                          |                          |  |   |                      |                      |                      |   |  |                |                |                |
|  |                    |                    |                       | 3                     |   |                          |                          |                          |  |   |                      |                      |                      |   |  |                |                |                |
|  |                    |                    | 2                     | Cleveland Cavaliers * | 4 |                          |                          |                          |  |   |                      |                      |                      |   |  |                |                |                |
|  |                    |                    | 2                     | Cleveland Cavaliers * | 4 |                          |                          |                          |  |   |                      |                      |                      |   |  |                |                |                |
|  |                    |                    |                       |                       |   |                          |                          |                          |  |   |                      |                      |                      |   |  |                |                |                |

Legenda
- * Vincitore Division
- "Grassetto" Vincitore serie
- "Corsivo" Squadra con fattore campo

## Eastern Conference

### Primo turno

#### (4) Philadelphia 76ers - (5) Buffalo Braves
RISULTATO FINALE: 1-2
| Filadelfia 15 aprile 1976 Gara 1                                                                      | Philadelphia 76ers | 89 – 95 (22-28, 25-23, 25-22, 17-22) referto | Buffalo Braves | Spectrum (14.352 spett.) |
| F. Carter 30 Punti B. McAdoo 36 G. McGinnis 4 Assist R. Smith 13 G. McGinnis 15 Rimbalzi B. McAdoo 21 |                    |                                              |                |                          |
| |                    |                                              |                |                          |
| F. Carter 30                                                                                          | Punti              | B. McAdoo 36                                 |                |                          |
| G. McGinnis 4                                                                                         | Assist             | R. Smith 13                                  |                |                          |
| G. McGinnis 15                                                                                        | Rimbalzi           | B. McAdoo 21                                 |                |                          |

| Buffalo 16 aprile 1976 Gara 2                                                                       | Buffalo Braves | 106 – 131 (24-29, 24-34, 37-32, 21-36) referto | Philadelphia 76ers | Buffalo Memorial Auditorium (12.049 spett.) |
| R. Smith 27 Punti G. McGinnis 34 R. Smith 7 Assist F. Carter 6 B. McAdoo 13 Rimbalzi G. McGinnis 11 |                |                                                |                    |                                             |
| |                |                                                |                    |                                             |
| R. Smith 27                                                                                         | Punti          | G. McGinnis 34                                 |                    |                                             |
| R. Smith 7                                                                                          | Assist         | F. Carter 6                                    |                    |                                             |
| B. McAdoo 13                                                                                        | Rimbalzi       | G. McGinnis 11                                 |                    |                                             |

| Filadelfia 18 aprile 1976 Gara 3                                                                    | Philadelphia 76ers | 123 – 124 (d.1t.s.) (32-32, 32-23, 25-32, 22-24) (12-13) referto | Buffalo Braves | Spectrum (13.087 spett.) |
| F. Carter 32 Punti B. McAdoo 34 F. Carter 6 Assist R. Smith 11 G. McGinnis 15 Rimbalzi B. McAdoo 22 |                    |                                                                  |                |                          |
| |                    |                                                                  |                |                          |
| F. Carter 32                                                                                        | Punti              | B. McAdoo 34                                                     |                |                          |
| F. Carter 6                                                                                         | Assist             | R. Smith 11                                                      |                |                          |
| G. McGinnis 15                                                                                      | Rimbalzi           | B. McAdoo 22                                                     |                |                          |

PRECEDENTI IN REGULAR SEASON
| Regular Season 1975-76 | Philadelphia 76ers | 4 – 3 | Buffalo Braves | Referto 1 - Referto 2 - Referto 3 - Referto 4, Referto 5 - Referto 6, Referto 7 |
| Philadelphia 76ers 87 Buffalo Braves 114 Philadelphia 76ers 96 Buffalo Braves 130 Philadelphia 76ers 100 Buffalo Braves 105 Philadelphia 76ers 107 Punti 92 Buffalo Braves 121 Philadelphia 76ers 95 Buffalo Braves 105 Philadelphia 76ers 97 Buffalo Braves 99 Philadelphia 76ers 103 Buffalo Braves |                    | |                |                                                                                 |
| |                    | |                |                                                                                 |
| Philadelphia 76ers 87 Buffalo Braves 114 Philadelphia 76ers 96 Buffalo Braves 130 Philadelphia 76ers 100 Buffalo Braves 105 Philadelphia 76ers 107 | Punti              | 92 Buffalo Braves 121 Philadelphia 76ers 95 Buffalo Braves 105 Philadelphia 76ers 97 Buffalo Braves 99 Philadelphia 76ers 103 Buffalo Braves |                |                                                                                 |

PRECEDENTI NEI PLAYOFF

Si è trattata della prima sfida tra le due squadre ai playoff.

### Semifinali

#### (1) Boston Celtics - (5) Buffalo Braves
RISULTATO FINALE: 4-2
| Boston 21 aprile 1976 Gara 1                                                                     | Boston Celtics | 107 – 98 (29-31, 26-20, 29-25, 23-22) referto | Buffalo Braves | Boston Garden (13.919 spett.) |
| D. Cowens 30 Punti R. Smith 27 J.J. White 8 Assist R. Smith 12 D. Cowens 17 Rimbalzi R. Smith 10 |                |                                               |                |                               |
|                                                                                                  |                |                                               |                |                               |
| D. Cowens 30                                                                                     | Punti          | R. Smith 27                                   |                |                               |
| J.J. White 8                                                                                     | Assist         | R. Smith 12                                   |                |                               |
| D. Cowens 17                                                                                     | Rimbalzi       | R. Smith 10                                   |                |                               |

| Boston 23 aprile 1976 Gara 2                                                                     | Boston Celtics | 101 – 96 (28-24, 27-24, 24-25, 22-23) referto | Buffalo Braves | Boston Garden (15.320 spett.) |
| D. Cowens 27 Punti B. McAdoo 40 C. Scott 6 Assist R. Smith 7 D. Cowens 18 Rimbalzi J. Shumate 11 |                |                                               |                |                               |
|                                                                                                  |                |                                               |                |                               |
| D. Cowens 27                                                                                     | Punti          | B. McAdoo 40                                  |                |                               |
| C. Scott 6                                                                                       | Assist         | R. Smith 7                                    |                |                               |
| D. Cowens 18                                                                                     | Rimbalzi       | J. Shumate 11                                 |                |                               |

| Buffalo 25 aprile 1976 Gara 3                                                                        | Buffalo Braves | 98 – 93 (12-24, 36-23, 24-25, 26-21) referto | Boston Celtics | Buffalo Memorial Auditorium (12.079 spett.) |
| R. Smith 29 Punti J.J. White 26 E. DiGregorio 10 Assist C. Scott 7 R. Smith 14 Rimbalzi D. Cowens 14 |                |                                              |                |                                             |
| |                |                                              |                |                                             |
| R. Smith 29                                                                                          | Punti          | J.J. White 26                                |                |                                             |
| E. DiGregorio 10                                                                                     | Assist         | C. Scott 7                                   |                |                                             |
| R. Smith 14                                                                                          | Rimbalzi       | D. Cowens 14                                 |                |                                             |

| Buffalo 28 aprile 1976 Gara 4                                                                       | Buffalo Braves | 124 – 122 (39-34, 28-34, 27-20, 30-34) referto | Boston Celtics | Buffalo Memorial Auditorium (16.193 spett.) |
| B. McAdoo 30 Punti D. Cowens 29 R. Smith 10 Assist J.J. White 11 B. McAdoo 17 Rimbalzi D. Cowens 26 |                |                                                |                |                                             |
| |                |                                                |                |                                             |
| B. McAdoo 30                                                                                        | Punti          | D. Cowens 29                                   |                |                                             |
| R. Smith 10                                                                                         | Assist         | J.J. White 11                                  |                |                                             |
| B. McAdoo 17                                                                                        | Rimbalzi       | D. Cowens 26                                   |                |                                             |

| Boston 30 aprile 1976 Gara 5                                                                          | Boston Celtics | 99 – 88 (20-17, 26-19, 30-29, 23-23) referto | Buffalo Braves | Boston Garden (15.320 spett.) |
| D. Cowens 30 Punti B. McAdoo 23 J.J. White 6 Assist E. DiGregorio 6 P. Silas 22 Rimbalzi B. McAdoo 14 |                |                                              |                |                               |
| |                |                                              |                |                               |
| D. Cowens 30                                                                                          | Punti          | B. McAdoo 23                                 |                |                               |
| J.J. White 6                                                                                          | Assist         | E. DiGregorio 6                              |                |                               |
| P. Silas 22                                                                                           | Rimbalzi       | B. McAdoo 14                                 |                |                               |

| Buffalo 2 maggio 1976 Gara 6                                                                          | Buffalo Braves | 100 – 104 (27-30, 28-20, 23-27, 22-27) referto | Boston Celtics | Buffalo Memorial Auditorium (16.261 spett.) |
| B. McAdoo 28 Punti J.J. White 23 E. DiGregorio 8 Assist C. Scott 8 J. Shumate 16 Rimbalzi P. Silas 18 |                |                                                |                |                                             |
| |                |                                                |                |                                             |
| B. McAdoo 28                                                                                          | Punti          | J.J. White 23                                  |                |                                             |
| E. DiGregorio 8                                                                                       | Assist         | C. Scott 8                                     |                |                                             |
| J. Shumate 16                                                                                         | Rimbalzi       | P. Silas 18                                    |                |                                             |

PRECEDENTI IN REGULAR SEASON
| Regular Season 1975-76 | Boston Celtics | 4 – 3 | Buffalo Braves | Referto 1 - Referto 2 - Referto 3 - Referto 4, Referto 5 - Referto 6, Referto 7 |
| Boston Celtics 105 Buffalo Braves 110 Buffalo Braves 101 Boston Celtics 135 Buffalo Braves 100 Buffalo Braves 93 Boston Celtics 114 Punti 95 Buffalo Braves 112 Boston Celtics 92 Boston Celtics 107 Buffalo Braves 109 Boston Celtics 83 Boston Celtics 117 Buffalo Braves |                | |                |                                                                                 |
| |                | |                |                                                                                 |
| Boston Celtics 105 Buffalo Braves 110 Buffalo Braves 101 Boston Celtics 135 Buffalo Braves 100 Buffalo Braves 93 Boston Celtics 114 | Punti          | 95 Buffalo Braves 112 Boston Celtics 92 Boston Celtics 107 Buffalo Braves 109 Boston Celtics 83 Boston Celtics 117 Buffalo Braves |                |                                                                                 |

PRECEDENTI NEI PLAYOFF
|  | Boston Celtics (1974) | 1 – 0 | Buffalo Braves |  |

#### (2) Cleveland Cavaliers - (3) Washington Bullets
RISULTATO FINALE: 4-3
| Cleveland 13 aprile 1976 Gara 1                                                                  | Cleveland Cavaliers | 95 – 100 (19-37, 16-19, 25-22, 35-22) referto | Washington Bullets | Richfield Coliseum (19.974 spett.) |
| J. Chones 23 Punti E. Hayes 28 J. Cleamons 8 Assist D. Bing 5 C. Russell 11 Rimbalzi E. Hayes 18 |                     |                                               |                    |                                    |
|                                                                                                  |                     |                                               |                    |                                    |
| J. Chones 23                                                                                     | Punti               | E. Hayes 28                                   |                    |                                    |
| J. Cleamons 8                                                                                    | Assist              | D. Bing 5                                     |                    |                                    |
| C. Russell 11                                                                                    | Rimbalzi            | E. Hayes 18                                   |                    |                                    |

| Landover 15 aprile 1976 Gara 2                                                                                 | Washington Bullets | 79 – 80 (24-24, 22-12, 17-27, 16-17) referto | Cleveland Cavaliers | Capital Centre (17.988 spett.) |
| P. Chenier 19 Punti B. Smith 17 D. Bing 7 Assist B. Smith 4 T. Robinson , W. Unseld 13 Rimbalzi N. Thurmond 10 |                    |                                              |                     |                                |
| |                    |                                              |                     |                                |
| P. Chenier 19                                                                                                  | Punti              | B. Smith 17                                  |                     |                                |
| D. Bing 7 | Assist             | B. Smith 4                                   |                     |                                |
| T. Robinson, W. Unseld 13                                                                                      | Rimbalzi           | N. Thurmond 10                               |                     |                                |

| Cleveland 17 aprile 1976 Gara 3 | Cleveland Cavaliers | 88 – 76 (21-15, 24-22, 22-17, 21-22) referto | Washington Bullets | Richfield Coliseum (21.061 spett.) |
| A. Carr , B. Smith 17 Punti E. Hayes 17 J. Brewer 6 Assist D. Bing , P. Chenier , E. Hayes , J. Jones 3 J. Brewer 12 Rimbalzi W. Unseld 13 |                     |                                              |                    |                                    |
| |                     |                                              |                    |                                    |
| A. Carr, B. Smith 17 | Punti               | E. Hayes 17                                  |                    |                                    |
| J. Brewer 6 | Assist              | D. Bing, P. Chenier, E. Hayes, J. Jones 3    |                    |                                    |
| J. Brewer 12 | Rimbalzi            | W. Unseld 13                                 |                    |                                    |

| Landover 21 aprile 1976 Gara 4                                                                                 | Washington Bullets | 109 – 98 (26-29, 25-22, 27-19, 31-28) referto | Cleveland Cavaliers | Capital Centre (17.542 spett.) |
| C. Haskins 22 Punti C. Russell 22 W. Unseld 7 Assist F. Walker 6 E. Hayes , W. Unseld 14 Rimbalzi J. Brewer 10 |                    |                                               |                     |                                |
| |                    |                                               |                     |                                |
| C. Haskins 22                                                                                                  | Punti              | C. Russell 22                                 |                     |                                |
| W. Unseld 7 | Assist             | F. Walker 6                                   |                     |                                |
| E. Hayes, W. Unseld 14                                                                                         | Rimbalzi           | J. Brewer 10                                  |                     |                                |

| Cleveland 22 aprile 1976 Gara 5                                                                             | Cleveland Cavaliers | 92 – 91 (23-23, 25-26, 28-22, 16-20) referto | Washington Bullets | Richfield Coliseum (21.312 spett.) |
| D. Snyder 26 Punti E. Hayes 25 J. Cleamons , D. Snyder 4 Assist D. Bing 6 J. Brewer 12 Rimbalzi E. Hayes 13 |                     |                                              |                    |                                    |
| |                     |                                              |                    |                                    |
| D. Snyder 26                                                                                                | Punti               | E. Hayes 25                                  |                    |                                    |
| J. Cleamons, D. Snyder 4                                                                                    | Assist              | D. Bing 6                                    |                    |                                    |
| J. Brewer 12                                                                                                | Rimbalzi            | E. Hayes 13                                  |                    |                                    |

| Landover 26 aprile 1976 Gara 6                                                                             | Washington Bullets | 102 – 98 (d.1t.s.) (30-19, 19-25, 22-21, 17-23) (14-10) referto | Cleveland Cavaliers | Capital Centre (19.035 spett.) |
| E. Hayes 28 Punti A. Carr 27 W. Unseld 8 Assist A. Carr , J. Cleamons 5 W. Unseld 18 Rimbalzi J. Brewer 12 |                    |                                                                 |                     |                                |
| |                    |                                                                 |                     |                                |
| E. Hayes 28                                                                                                | Punti              | A. Carr 27                                                      |                     |                                |
| W. Unseld 8                                                                                                | Assist             | A. Carr, J. Cleamons 5                                          |                     |                                |
| W. Unseld 18                                                                                               | Rimbalzi           | J. Brewer 12                                                    |                     |                                |

| Cleveland 29 aprile 1976 Gara 7                                                                     | Cleveland Cavaliers | 87 – 85 (29-26, 19-21, 21-24, 18-14) referto | Washington Bullets | Richfield Coliseum (21.564 spett.) |
| D. Snyder 23 Punti P. Chenier 31 J. Cleamons 6 Assist W. Unseld 4 J. Brewer 16 Rimbalzi E. Hayes 11 |                     |                                              |                    |                                    |
| |                     |                                              |                    |                                    |
| D. Snyder 23                                                                                        | Punti               | P. Chenier 31                                |                    |                                    |
| J. Cleamons 6                                                                                       | Assist              | W. Unseld 4                                  |                    |                                    |
| J. Brewer 16                                                                                        | Rimbalzi            | E. Hayes 11                                  |                    |                                    |

PRECEDENTI IN REGULAR SEASON
| Regular Season 1975-76 | Cleveland Cavaliers | 4 – 2 | Washington Bullets | Referto 1 - Referto 2 - Referto 3 - Referto 4, Referto 5 - Referto 6 |
| Washington Bullets 113 Washington Bullets 100 Cleveland Cavaliers 106 Washington Bullets 92 Cleveland Cavaliers 83 Cleveland Cavaliers 95 Punti 96 Cleveland Cavaliers 106 Cleveland Cavaliers 104 Washington Bullets 88 Cleveland Cavaliers 78 Washington Bullets 92 Washington Bullets |                     | |                    |                                                                      |
| |                     | |                    |                                                                      |
| Washington Bullets 113 Washington Bullets 100 Cleveland Cavaliers 106 Washington Bullets 92 Cleveland Cavaliers 83 Cleveland Cavaliers 95 | Punti               | 96 Cleveland Cavaliers 106 Cleveland Cavaliers 104 Washington Bullets 88 Cleveland Cavaliers 78 Washington Bullets 92 Washington Bullets |                    |                                                                      |

PRECEDENTI NEI PLAYOFF

Si è trattata della prima sfida tra le due squadre ai playoff.

### Finale

#### (1) Boston Celtics - (2) Cleveland Cavaliers
RISULTATO FINALE: 4-2
| Boston 6 maggio 1976 Gara 1                                                                                          | Boston Celtics | 111 – 99 (32-20, 25-28, 20-29, 34-22) referto | Cleveland Cavaliers | Boston Garden (14.264 spett.) |
| J. Havlicek 26 Punti C. Russell , D. Snyder 21 D. Cowens 7 Assist J. Cleamons 6 D. Cowens 12 Rimbalzi N. Thurmond 16 |                |                                               |                     |                               |
| |                |                                               |                     |                               |
| J. Havlicek 26 | Punti          | C. Russell, D. Snyder 21                      |                     |                               |
| D. Cowens 7 | Assist         | J. Cleamons 6                                 |                     |                               |
| D. Cowens 12 | Rimbalzi       | N. Thurmond 16                                |                     |                               |

| Boston 9 maggio 1976 Gara 2                                                                                   | Boston Celtics | 94 – 89 (24-19, 20-29, 24-23, 26-18) referto | Cleveland Cavaliers | Boston Garden (12.098 spett.) |
| J.J. White 24 Punti B. Smith , D. Snyder 16 J. Havlicek 6 Assist F. Walker 6 P. Silas 19 Rimbalzi J. Brewer 9 |                |                                              |                     |                               |
| |                |                                              |                     |                               |
| J.J. White 24                                                                                                 | Punti          | B. Smith, D. Snyder 16                       |                     |                               |
| J. Havlicek 6                                                                                                 | Assist         | F. Walker 6                                  |                     |                               |
| P. Silas 19                                                                                                   | Rimbalzi       | J. Brewer 9                                  |                     |                               |

| Cleveland 11 maggio 1976 Gara 3                                                                        | Cleveland Cavaliers | 83 – 78 (16-16, 27-22, 15-16, 25-24) referto | Boston Celtics | Richfield Coliseum (21.564 spett.) |
| J. Cleamons 18 Punti J.J. White 22 N. Thurmond 6 Assist J.J. White 7 J. Brewer 15 Rimbalzi P. Silas 21 |                     |                                              |                |                                    |
| |                     |                                              |                |                                    |
| J. Cleamons 18                                                                                         | Punti               | J.J. White 22                                |                |                                    |
| N. Thurmond 6                                                                                          | Assist              | J.J. White 7                                 |                |                                    |
| J. Brewer 15                                                                                           | Rimbalzi            | P. Silas 21                                  |                |                                    |

| Cleveland 14 maggio 1976 Gara 4                                                                     | Cleveland Cavaliers | 106 – 87 (27-23, 22-28, 24-19, 33-17) referto | Boston Celtics | Richfield Coliseum (21.564 spett.) |
| B. Smith 27 Punti J.J. White 23 J. Cleamons 8 Assist D. Cowens 4 J. Brewer 11 Rimbalzi D. Cowens 18 |                     |                                               |                |                                    |
| |                     |                                               |                |                                    |
| B. Smith 27                                                                                         | Punti               | J.J. White 23                                 |                |                                    |
| J. Cleamons 8                                                                                       | Assist              | D. Cowens 4                                   |                |                                    |
| J. Brewer 11                                                                                        | Rimbalzi            | D. Cowens 18                                  |                |                                    |

| Boston 16 maggio 1976 Gara 5                                                                                      | Boston Celtics | 99 – 94 (22-23, 20-19, 26-22, 31-30) referto | Cleveland Cavaliers | Boston Garden (12.951 spett.) |
| D. Cowens 26 Punti J. Cleamons 18 D. Cowens 6 Assist J. Cleamons , B. Smith 4 P. Silas 13 Rimbalzi N. Thurmond 10 |                |                                              |                     |                               |
| |                |                                              |                     |                               |
| D. Cowens 26 | Punti          | J. Cleamons 18                               |                     |                               |
| D. Cowens 6 | Assist         | J. Cleamons, B. Smith 4                      |                     |                               |
| P. Silas 13 | Rimbalzi       | N. Thurmond 10                               |                     |                               |

| Cleveland 18 maggio 1976 Gara 6                                                                                                 | Cleveland Cavaliers | 87 – 94 (19-22, 27-21, 23-24, 18-27) referto | Boston Celtics | Richfield Coliseum (21.564 spett.) |
| A. Carr 26 Punti J.J. White 29 J. Cleamons , N. Thurmond 5 Assist D. Cowens , J.J. White 5 N. Thurmond 14 Rimbalzi D. Cowens 18 |                     |                                              |                |                                    |
| |                     |                                              |                |                                    |
| A. Carr 26 | Punti               | J.J. White 29                                |                |                                    |
| J. Cleamons, N. Thurmond 5 | Assist              | D. Cowens, J.J. White 5                      |                |                                    |
| N. Thurmond 14 | Rimbalzi            | D. Cowens 18                                 |                |                                    |

PRECEDENTI IN REGULAR SEASON
| Regular Season 1975-76 | Boston Celtics | 3 – 2                                                                                                 | Cleveland Cavaliers | Referto 1 - Referto 2 - Referto 3 - Referto 4, Referto 5 |
| Cleveland Cavaliers 90 Cleveland Cavaliers 98 Boston Celtics 95 Cleveland Cavaliers 88 Boston Celtics 92 Punti 105 Boston Celtics 85 Boston Celtics 93 Cleveland Cavaliers 95 Boston Celtics 101 Cleveland Cavaliers |                | |                     |                                                          |
| |                | |                     |                                                          |
| Cleveland Cavaliers 90 Cleveland Cavaliers 98 Boston Celtics 95 Cleveland Cavaliers 88 Boston Celtics 92 | Punti          | 105 Boston Celtics 85 Boston Celtics 93 Cleveland Cavaliers 95 Boston Celtics 101 Cleveland Cavaliers |                     |                                                          |

PRECEDENTI NEI PLAYOFF

Si è trattata della prima sfida tra le due squadre ai playoff.

## Western Conference

### Primo turno

#### (4) Milwaukee Bucks - (5) Detroit Pistons
RISULTATO FINALE: 1-2
| Milwaukee 13 aprile 1976 Gara 1                                                                              | Milwaukee Bucks | 110 – 107 (23-25, 30-31, 28-23, 29-28) referto | Detroit Pistons | MECCA Arena (8.912 spett.) |
| G. Brokaw 36 Punti B. Lanier 25 B. Winters 7 Assist A. Clark , B. Lanier 6 E. Smith 13 Rimbalzi B. Lanier 15 |                 |                                                |                 |                            |
| |                 |                                                |                 |                            |
| G. Brokaw 36                                                                                                 | Punti           | B. Lanier 25                                   |                 |                            |
| B. Winters 7                                                                                                 | Assist          | A. Clark, B. Lanier 6                          |                 |                            |
| E. Smith 13                                                                                                  | Rimbalzi        | B. Lanier 15                                   |                 |                            |

| Detroit 15 aprile 1976 Gara 2                                                                                                | Detroit Pistons | 126 – 123 (34-27, 26-31, 32-30, 34-35) referto | Milwaukee Bucks | Cobo Arena (8.330 spett.) |
| B. Lanier 35 Punti B. Winters , B. Dandridge 31 A. Clark , E. Money 5 Assist G. Brokaw 12 C. Rowe 10 Rimbalzi B. Dandridge 9 |                 |                                                |                 |                           |
| |                 |                                                |                 |                           |
| B. Lanier 35 | Punti           | B. Winters, B. Dandridge 31                    |                 |                           |
| A. Clark, E. Money 5 | Assist          | G. Brokaw 12                                   |                 |                           |
| C. Rowe 10 | Rimbalzi        | B. Dandridge 9                                 |                 |                           |

| Milwaukee 18 aprile 1976 Gara 3                                                                   | Milwaukee Bucks | 104 – 107 (29-36, 26-20, 27-24, 22-27) referto | Detroit Pistons | MECCA Arena (8.213 spett.) |
| B. Winters 33 Punti B. Lanier 28 G. Brokaw 7 Assist E. Money 8 D. Meyers 10 Rimbalzi B. Lanier 12 |                 |                                                |                 |                            |
|                                                                                                   |                 |                                                |                 |                            |
| B. Winters 33                                                                                     | Punti           | B. Lanier 28                                   |                 |                            |
| G. Brokaw 7                                                                                       | Assist          | E. Money 8                                     |                 |                            |
| D. Meyers 10                                                                                      | Rimbalzi        | B. Lanier 12                                   |                 |                            |

PRECEDENTI IN REGULAR SEASON
| Regular Season 1975-76 | Milwaukee Bucks | 4 – 3 | Detroit Pistons | Referto 1 - Referto 2 - Referto 3 - Referto 4, Referto 5 - Referto 6, Referto 7 |
| Milwaukee Bucks 103 Detroit Pistons 101 Detroit Pistons 83 Milwaukee Bucks 102 Detroit Pistons 106 Milwaukee Bucks 101 Detroit Pistons 106 Punti 101 Detroit Pistons 89 Milwaukee Bucks 98 Milwaukee Bucks 95 Detroit Pistons 114 Milwaukee Bucks 117 Detroit Pistons 96 Milwaukee Bucks |                 | |                 |                                                                                 |
| |                 | |                 |                                                                                 |
| Milwaukee Bucks 103 Detroit Pistons 101 Detroit Pistons 83 Milwaukee Bucks 102 Detroit Pistons 106 Milwaukee Bucks 101 Detroit Pistons 106 | Punti           | 101 Detroit Pistons 89 Milwaukee Bucks 98 Milwaukee Bucks 95 Detroit Pistons 114 Milwaukee Bucks 117 Detroit Pistons 96 Milwaukee Bucks |                 |                                                                                 |

PRECEDENTI NEI PLAYOFF

Si è trattata della prima sfida tra le due squadre ai playoff.

### Semifinali

#### (1) Golden State Warriors - (5) Detroit Pistons
RISULTATO FINALE: 4-2
| Oakland 20 aprile 1976 Gara 1                                                               | G.S. Warriors | 127 – 103 (34-31, 31-20, 27-24, 35-28) referto | Detroit Pistons | Oakland–Alameda County Coliseum Arena (13.067 spett.) |
| P. Smith 26 Punti B. Lanier 18 R. Barry 14 Assist C. Ford 7 C. Ray 12 Rimbalzi B. Lanier 16 |               |                                                |                 |                                                       |
|                                                                                             |               |                                                |                 |                                                       |
| P. Smith 26                                                                                 | Punti         | B. Lanier 18                                   |                 |                                                       |
| R. Barry 14                                                                                 | Assist        | C. Ford 7                                      |                 |                                                       |
| C. Ray 12                                                                                   | Rimbalzi      | B. Lanier 16                                   |                 |                                                       |

| Oakland 22 aprile 1976 Gara 2                                                          | G.S. Warriors | 111 – 123 (37-39, 29-31, 18-29, 27-24) referto | Detroit Pistons | Oakland–Alameda County Coliseum Arena (13.067 spett.) |
| R. Barry 27 Punti C. Rowe 33 R. Barry 8 Assist C. Ford 9 C. Ray 12 Rimbalzi C. Rowe 10 |               |                                                |                 |                                                       |
|                                                                                        |               |                                                |                 |                                                       |
| R. Barry 27                                                                            | Punti         | C. Rowe 33                                     |                 |                                                       |
| R. Barry 8                                                                             | Assist        | C. Ford 9                                      |                 |                                                       |
| C. Ray 12                                                                              | Rimbalzi      | C. Rowe 10                                     |                 |                                                       |

| Detroit 24 aprile 1976 Gara 3                                                                   | Detroit Pistons | 96 – 113 (26-25, 22-28, 27-31, 21-29) referto | G.S. Warriors | Cobo Arena (10.022 spett.) |
| B. Lanier 23 Punti P. Smith 34 E. Money 8 Assist R. Barry 10 B. Lanier 16 Rimbalzi J. Wilkes 18 |                 |                                               |               |                            |
|                                                                                                 |                 |                                               |               |                            |
| B. Lanier 23                                                                                    | Punti           | P. Smith 34                                   |               |                            |
| E. Money 8                                                                                      | Assist          | R. Barry 10                                   |               |                            |
| B. Lanier 16                                                                                    | Rimbalzi        | J. Wilkes 18                                  |               |                            |

| Detroit 26 aprile 1976 Gara 4                                                              | Detroit Pistons | 106 – 102 (28-31, 25-17, 32-21, 21-33) referto | G.S. Warriors | Cobo Arena (11.389 spett.) |
| B. Lanier 30 Punti P. Smith 31 E. Money 7 Assist R. Barry 6 B. Lanier 11 Rimbalzi C. Ray 8 |                 |                                                |               |                            |
|                                                                                            |                 |                                                |               |                            |
| B. Lanier 30                                                                               | Punti           | P. Smith 31                                    |               |                            |
| E. Money 7                                                                                 | Assist          | R. Barry 6                                     |               |                            |
| B. Lanier 11                                                                               | Rimbalzi        | C. Ray 8                                       |               |                            |

| Oakland 28 aprile 1976 Gara 5                                                                | G.S. Warriors | 128 – 109 (28-22, 32-26, 33-32, 35-29) referto | Detroit Pistons | Oakland–Alameda County Coliseum Arena (13.067 spett.) |
| P. Smith 28 Punti H. Porter 20 R. Barry 11 Assist A. Clark 5 C. Ray 14 Rimbalzi B. Lanier 12 |               |                                                |                 |                                                       |
|                                                                                              |               |                                                |                 |                                                       |
| P. Smith 28                                                                                  | Punti         | H. Porter 20                                   |                 |                                                       |
| R. Barry 11                                                                                  | Assist        | A. Clark 5                                     |                 |                                                       |
| C. Ray 14                                                                                    | Rimbalzi      | B. Lanier 12                                   |                 |                                                       |

| Detroit 30 aprile 1976 Gara 6                                                                                     | Detroit Pistons | 116 – 118 (d.1t.s.) (31-30, 32-25, 22-27, 25-28) (6-8) referto | G.S. Warriors | Cobo Arena (10.361 spett.) |
| B. Lanier 30 Punti P. Smith 37 E. Money 9 Assist P. Smith 7 B. Lanier 16 Rimbalzi R. Barry , C. Ray , J. Wilkes 8 |                 |                                                                |               |                            |
| |                 |                                                                |               |                            |
| B. Lanier 30 | Punti           | P. Smith 37                                                    |               |                            |
| E. Money 9 | Assist          | P. Smith 7                                                     |               |                            |
| B. Lanier 16 | Rimbalzi        | R. Barry, C. Ray, J. Wilkes 8                                  |               |                            |

PRECEDENTI IN REGULAR SEASON
| Regular Season 1975-76 | G.S. Warriors | 5 – 0 | Detroit Pistons | Referto 1 - Referto 2 - Referto 3 - Referto 4, Referto 5 |
| Golden State Warriors 129 Detroit Pistons 102 (1 t.s.) Golden State Warriors 106 Detroit Pistons 108 Golden State Warriors 110 Punti 124 Detroit Pistons 113 Golden State Warriors 105 Detroit Pistons 112 Golden State Warriors 101 Detroit Pistons |               | |                 |                                                          |
| |               | |                 |                                                          |
| Golden State Warriors 129 Detroit Pistons 102 (1 t.s.) Golden State Warriors 106 Detroit Pistons 108 Golden State Warriors 110 | Punti         | 124 Detroit Pistons 113 Golden State Warriors 105 Detroit Pistons 112 Golden State Warriors 101 Detroit Pistons |                 |                                                          |

PRECEDENTI NEI PLAYOFF
|  | G.S. Warriors (1956) | 1 – 0 | Detroit Pistons |  |

#### (2) Seattle SuperSonics - (3) Phoenix Suns
RISULTATO FINALE: 2-4
| Seattle 13 aprile 1976 Gara 1                                                                     | Seattle S.Sonics | 102 – 99 (29-21, 22-26, 28-26, 23-26) referto | Phoenix Suns | Seattle Center Coliseum (12.408 spett.) |
| F. Brown 34 Punti P. Westphal 24 S. Watts 8 Assist P. Westphal 10 F. Brown 7 Rimbalzi G. Heard 10 |                  |                                               |              |                                         |
|                                                                                                   |                  |                                               |              |                                         |
| F. Brown 34                                                                                       | Punti            | P. Westphal 24                                |              |                                         |
| S. Watts 8                                                                                        | Assist           | P. Westphal 10                                |              |                                         |
| F. Brown 7                                                                                        | Rimbalzi         | G. Heard 10                                   |              |                                         |

| Seattle 15 aprile 1976 Gara 2                                                                  | Seattle S.Sonics | 111 – 116 (29-30, 28-35, 29-22, 25-29) referto | Phoenix Suns | Seattle Center Coliseum (14.096 spett.) |
| F. Brown 45 Punti A. Adams 23 S. Watts 6 Assist A. Adams 7 T. Burleson 12 Rimbalzi C. Perry 12 |                  |                                                |              |                                         |
|                                                                                                |                  |                                                |              |                                         |
| F. Brown 45                                                                                    | Punti            | A. Adams 23                                    |              |                                         |
| S. Watts 6                                                                                     | Assist           | A. Adams 7                                     |              |                                         |
| T. Burleson 12                                                                                 | Rimbalzi         | C. Perry 12                                    |              |                                         |

| Phoenix 18 aprile 1976 Gara 3 | Phoenix Suns | 103 – 91 (27-16, 24-31, 27-14, 25-30) referto | Seattle S.Sonics | Arizona Veterans Memorial Coliseum (13.036 spett.) |
| G. Heard , P. Westphal 16 Punti S. Watts 18 A. Adams , P. Westphal 6 Assist S. Watts 7 G. Heard 14 Rimbalzi T. Burleson , T. Skinner , W. Norwood 8 |              |                                               |                  |                                                    |
| |              |                                               |                  |                                                    |
| G. Heard, P. Westphal 16 | Punti        | S. Watts 18                                   |                  |                                                    |
| A. Adams, P. Westphal 6 | Assist       | S. Watts 7                                    |                  |                                                    |
| G. Heard 14 | Rimbalzi     | T. Burleson, T. Skinner, W. Norwood 8         |                  |                                                    |

| Phoenix 20 aprile 1976 Gara 4                                                                        | Phoenix Suns | 130 – 114 (31-26, 29-21, 30-25, 40-42) referto | Seattle S.Sonics | Arizona Veterans Memorial Coliseum (13.036 spett.) |
| P. Westphal 39 Punti F. Brown 33 R. Sobers 8 Assist H. Gilliam 7 G. Heard 11 Rimbalzi T. Burleson 20 |              |                                                |                  |                                                    |
| |              |                                                |                  |                                                    |
| P. Westphal 39                                                                                       | Punti        | F. Brown 33                                    |                  |                                                    |
| R. Sobers 8                                                                                          | Assist       | H. Gilliam 7                                   |                  |                                                    |
| G. Heard 11                                                                                          | Rimbalzi     | T. Burleson 20                                 |                  |                                                    |

| Seattle 25 aprile 1976 Gara 5                                                                                                | Seattle S.Sonics | 114 – 108 (28-23, 28-27, 30-30, 28-28) referto | Phoenix Suns | Seattle Center Coliseum (14.096 spett.) |
| B. Seals 28 Punti P. Westphal 27 S. Watts 12 Assist A. Adams , D. Awtrey , P. Westphal 4 W. Norwood 13 Rimbalzi D. Awtrey 12 |                  |                                                |              |                                         |
| |                  |                                                |              |                                         |
| B. Seals 28 | Punti            | P. Westphal 27                                 |              |                                         |
| S. Watts 12 | Assist           | A. Adams, D. Awtrey, P. Westphal 4             |              |                                         |
| W. Norwood 13 | Rimbalzi         | D. Awtrey 12                                   |              |                                         |

| Phoenix 27 aprile 1976 Gara 6                                                                                        | Phoenix Suns | 123 – 112 (25-23, 35-27, 34-24, 29-38) referto | Seattle S.Sonics | Arizona Veterans Memorial Coliseum (13.192 spett.) |
| K. Erickson 20 Punti B. Seals , S. Watts 24 A. Adams 10 Assist S. Watts 11 A. Adams , G. Heard 9 Rimbalzi B. Seals 7 |              |                                                |                  |                                                    |
| |              |                                                |                  |                                                    |
| K. Erickson 20 | Punti        | B. Seals, S. Watts 24                          |                  |                                                    |
| A. Adams 10 | Assist       | S. Watts 11                                    |                  |                                                    |
| A. Adams, G. Heard 9                                                                                                 | Rimbalzi     | B. Seals 7                                     |                  |                                                    |

PRECEDENTI IN REGULAR SEASON
| Regular Season 1975-76 | Seattle S.Sonics | 3 – 4 | Phoenix Suns | Referto 1 - Referto 2 - Referto 3 - Referto 4, Referto 5 - Referto 6, Referto 7 |
| Seattle SuperSonics 113 Phoenix Suns 106 Phoenix Suns 110 Seattle SuperSonics 101 Phoenix Suns 104 Seattle SuperSonics 117 Phoenix Suns 121 Punti 99 Phoenix Suns 103 Seattle SuperSonics 112 Seattle SuperSonics (1 t.s.) 107 Phoenix Suns (1 t.s.) 97 Seattle SuperSonics 89 Phoenix Suns 95 Seattle SuperSonics |                  | |              |                                                                                 |
| |                  | |              |                                                                                 |
| Seattle SuperSonics 113 Phoenix Suns 106 Phoenix Suns 110 Seattle SuperSonics 101 Phoenix Suns 104 Seattle SuperSonics 117 Phoenix Suns 121 | Punti            | 99 Phoenix Suns 103 Seattle SuperSonics 112 Seattle SuperSonics (1 t.s.) 107 Phoenix Suns (1 t.s.) 97 Seattle SuperSonics 89 Phoenix Suns 95 Seattle SuperSonics |              |                                                                                 |

PRECEDENTI NEI PLAYOFF

Si è trattata della prima sfida tra le due squadre ai playoff.

### Finale

#### (1) Golden State Warriors - (3) Phoenix Suns
RISULTATO FINALE: 3-4
| Oakland 2 maggio 1976 Gara 1                                                                 | G.S. Warriors | 128 – 103 (30-28, 28-20, 31-24, 39-31) referto | Phoenix Suns | Oakland–Alameda County Coliseum Arena (12.475 spett.) |
| R. Barry 38 Punti C. Perry 22 G. Williams 6 Assist A. Adams 6 C. Ray 11 Rimbalzi A. Adams 14 |               |                                                |              |                                                       |
|                                                                                              |               |                                                |              |                                                       |
| R. Barry 38                                                                                  | Punti         | C. Perry 22                                    |              |                                                       |
| G. Williams 6                                                                                | Assist        | A. Adams 6                                     |              |                                                       |
| C. Ray 11                                                                                    | Rimbalzi      | A. Adams 14                                    |              |                                                       |

| Oakland 5 maggio 1976 Gara 2                                                                     | G.S. Warriors | 101 – 108 (26-28, 18-18, 29-35, 28-27) referto | Phoenix Suns | Oakland–Alameda County Coliseum Arena (13.067 spett.) |
| R. Barry 44 Punti P. Westphal 31 R. Barry 4 Assist A. Adams 9 G. Johnson 11 Rimbalzi G. Heard 12 |               |                                                |              |                                                       |
|                                                                                                  |               |                                                |              |                                                       |
| R. Barry 44                                                                                      | Punti         | P. Westphal 31                                 |              |                                                       |
| R. Barry 4                                                                                       | Assist        | A. Adams 9                                     |              |                                                       |
| G. Johnson 11                                                                                    | Rimbalzi      | G. Heard 12                                    |              |                                                       |

| Phoenix 7 maggio 1976 Gara 3                                                                               | Phoenix Suns | 91 – 99 (22-24, 31-24, 18-26, 20-25) referto | G.S. Warriors | Arizona Veterans Memorial Coliseum (13.306 spett.) |
| P. Westphal 24 Punti J. Wilkes 22 R. Sobers 6 Assist R. Barry , P. Smith 6 A. Adams 14 Rimbalzi R. Barry 7 |              |                                              |               |                                                    |
| |              |                                              |               |                                                    |
| P. Westphal 24                                                                                             | Punti        | J. Wilkes 22                                 |               |                                                    |
| R. Sobers 6                                                                                                | Assist       | R. Barry, P. Smith 6                         |               |                                                    |
| A. Adams 14                                                                                                | Rimbalzi     | R. Barry 7                                   |               |                                                    |

| Phoenix 9 maggio 1976 Gara 4                                                                       | Phoenix Suns | 133 – 129 (d.2t.s.) (36-30, 29-33, 26-24, 21-25 (7-7,14-10) referto | G.S. Warriors | Arizona Veterans Memorial Coliseum (12.884 spett.) |
| K. Erickson 28 Punti P. Smith 30 P. Westphal 8 Assist P. Smith 8 G. Heard 18 Rimbalzi J. Wilkes 14 |              |                                                                     |               |                                                    |
| |              |                                                                     |               |                                                    |
| K. Erickson 28                                                                                     | Punti        | P. Smith 30                                                         |               |                                                    |
| P. Westphal 8                                                                                      | Assist       | P. Smith 8                                                          |               |                                                    |
| G. Heard 18                                                                                        | Rimbalzi     | J. Wilkes 14                                                        |               |                                                    |

| Oakland 12 maggio 1976 Gara 5                                                                            | G.S. Warriors | 111 – 95 (40-24, 29-26, 15-22, 27-23) referto | Phoenix Suns | Oakland–Alameda County Coliseum Arena (13.067 spett.) |
| P. Smith 25 Punti C. Perry 23 P. Smith 6 Assist R. Sobers , P. Westphal 4 C. Ray 16 Rimbalzi C. Perry 18 |               |                                               |              |                                                       |
| |               |                                               |              |                                                       |
| P. Smith 25                                                                                              | Punti         | C. Perry 23                                   |              |                                                       |
| P. Smith 6                                                                                               | Assist        | R. Sobers, P. Westphal 4                      |              |                                                       |
| C. Ray 16                                                                                                | Rimbalzi      | C. Perry 18                                   |              |                                                       |

| Phoenix 14 maggio 1976 Gara 6 | Phoenix Suns | 105 – 104 (28-26, 26-31, 31-21, 20-26) referto | G.S. Warriors | Arizona Veterans Memorial Coliseum (13.396 spett.) |
| R. Sobers 21 Punti R. Barry 30 A. Adams , R. Sobers , D. Van Arsdale 6 Assist R. Barry , P. Smith 6 G. Heard 15 Rimbalzi C. Ray 12 |              |                                                |               |                                                    |
| |              |                                                |               |                                                    |
| R. Sobers 21 | Punti        | R. Barry 30                                    |               |                                                    |
| A. Adams, R. Sobers, D. Van Arsdale 6                                                                                              | Assist       | R. Barry, P. Smith 6                           |               |                                                    |
| G. Heard 15 | Rimbalzi     | C. Ray 12                                      |               |                                                    |

| Oakland 16 maggio 1976 Gara 7                                                                                       | G.S. Warriors | 86 – 94 (26-22, 22-20, 17-25, 21-27) referto | Phoenix Suns | Oakland–Alameda County Coliseum Arena (13.067 spett.) |
| R. Barry 20 Punti G. Heard 21 P. Smith 6 Assist C. Perry , P. Westphal 4 C. Ray , J. Wilkes 13 Rimbalzi A. Adams 20 |               |                                              |              |                                                       |
| |               |                                              |              |                                                       |
| R. Barry 20 | Punti         | G. Heard 21                                  |              |                                                       |
| P. Smith 6 | Assist        | C. Perry, P. Westphal 4                      |              |                                                       |
| C. Ray, J. Wilkes 13                                                                                                | Rimbalzi      | A. Adams 20                                  |              |                                                       |

PRECEDENTI IN REGULAR SEASON
| Regular Season 1975-76 | G.S. Warriors | 4 – 2 | Phoenix Suns | Referto 1 - Referto 2 - Referto 3 - Referto 4, Referto 5 - Referto 6 |
| Golden State Warriors 112 Phoenix Suns 115 Phoenix Suns 110 Golden State Warriors 129 Phoenix Suns 118 (1 t.s.) Golden State Warriors 111 Punti 100 Phoenix Suns 98 Golden State Warriors 114 Golden State Warriors 113 Phoenix Suns 111 Golden State Warriors 106 Phoenix Suns |               | |              |                                                                      |
| |               | |              |                                                                      |
| Golden State Warriors 112 Phoenix Suns 115 Phoenix Suns 110 Golden State Warriors 129 Phoenix Suns 118 (1 t.s.) Golden State Warriors 111 | Punti         | 100 Phoenix Suns 98 Golden State Warriors 114 Golden State Warriors 113 Phoenix Suns 111 Golden State Warriors 106 Phoenix Suns |              |                                                                      |

PRECEDENTI NEI PLAYOFF

Si è trattata della prima sfida tra le due squadre ai playoff.

## NBA Finals 1976

### Boston Celtics - Phoenix Suns
RISULTATO FINALE
|  | Boston Celtics | 4 – 2 | Phoenix Suns |  |

PRECEDENTI IN REGULAR SEASON
| Regular Season 1975-76 | Boston Celtics | 4 – 0                                                                   | Phoenix Suns | Referto 1 - Referto 2 - Referto 3 - Referto 4 |
| Phoenix Suns 106 Boston Celtics 114 Phoenix Suns 108 Boston Celtics 122 Punti 112 Boston Celtics 100 Phoenix Suns 109 Boston Celtics 102 Phoenix Suns |                |                                                                         |              |                                               |
| |                |                                                                         |              |                                               |
| Phoenix Suns 106 Boston Celtics 114 Phoenix Suns 108 Boston Celtics 122                                                                               | Punti          | 112 Boston Celtics 100 Phoenix Suns 109 Boston Celtics 102 Phoenix Suns |              |                                               |

PRECEDENTI NEI PLAYOFF

Si è trattata della prima sfida tra le due squadre ai playoff.

#### Roster
| \| Pos. \| Num. \| Naz. \| Nome \| Altezza \| Peso \| Data nascita \| Provenienza \| \| ---- \| ---- \| ---- \| ---------------- \| ------- \| ------ \| ------------ \| ----------------- \| \| G \| 42 \| \| Anderson, Jerome \| 196 cm \| 88 kg \| 09-10-1953 \| West Virginia \| \| A/C \| 34 \| \| Ard, Jim \| 203 cm \| 98 kg \| 19-09-1948 \| Cincinnati \| \| A/C \| 31 \| \| Boswell, Tom \| 206 cm \| 100 kg \| 02-10-1953 \| South Carolina \| \| A/C \| 18 \| \| Cowens, Dave \| 206 cm \| 104 kg \| 25-10-1948 \| Florida State \| \| G/AP \| 17 \| \| Havlicek, John \| 196 cm \| 92 kg \| 08-04-1940 \| Ohio State \| \| A/C \| 33 \| \| Kuberski, Steve \| 203 cm \| 98 kg \| 06-11-1947 \| Bradley \| \| G/AP \| 30 \| \| McDonald, Glenn \| 198 cm \| 86 kg \| 18-03-1952 \| Long Beach State \| \| A \| 19 \| \| Nelson, Don \| 198 cm \| 95 kg \| 15-05-1940 \| Iowa \| \| G/AP \| 11 \| \| Scott, Charlie \| 196 cm \| 79 kg \| 15-12-1948 \| North Carolina \| \| A \| 32 \| \| Searcy, Ed \| 198 cm \| 95 kg \| 17-04-1952 \| St. John's Redmen \| \| A/C \| 35 \| \| Silas, Paul \| 201 cm \| 100 kg \| 12-07-1943 \| Creighton \| \| G \| 27 \| \| Stacom, Kevin \| 191 cm \| 84 kg \| 04-09-1951 \| Providence \| \| G \| 10 \| \| White, Jo Jo \| 191 cm \| 86 kg \| 16-11-1946 \| Kansas \| | Allenatore - Tom Heinsohn Assistente/i - John Killilea - Frank Challant - Mark Volk Legenda - (C) Capitano - (FA) Free agent - (S) Sospeso - (TW) Contratto Two-way - (GL) Assegnato a squadra G League affiliata - Infortunato Roster • Transazioni · Ultima transazione: 8 giugno 1976 |                        |                  |         |        |              |                   |
| Pos. | Num. | Naz.                   | Nome             | Altezza | Peso   | Data nascita | Provenienza       |
| G | 42 | Stati Uniti (bandiera) | Anderson, Jerome | 196 cm  | 88 kg  | 09-10-1953   | West Virginia     |
| A/C | 34 | Stati Uniti (bandiera) | Ard, Jim         | 203 cm  | 98 kg  | 19-09-1948   | Cincinnati        |
| A/C | 31 | Stati Uniti (bandiera) | Boswell, Tom     | 206 cm  | 100 kg | 02-10-1953   | South Carolina    |
| A/C | 18 | Stati Uniti (bandiera) | Cowens, Dave     | 206 cm  | 104 kg | 25-10-1948   | Florida State     |
| G/AP | 17 | Stati Uniti (bandiera) | Havlicek, John   | 196 cm  | 92 kg  | 08-04-1940   | Ohio State        |
| A/C | 33 | Stati Uniti (bandiera) | Kuberski, Steve  | 203 cm  | 98 kg  | 06-11-1947   | Bradley           |
| G/AP | 30 | Stati Uniti (bandiera) | McDonald, Glenn  | 198 cm  | 86 kg  | 18-03-1952   | Long Beach State  |
| A | 19 | Stati Uniti (bandiera) | Nelson, Don      | 198 cm  | 95 kg  | 15-05-1940   | Iowa              |
| G/AP | 11 | Stati Uniti (bandiera) | Scott, Charlie   | 196 cm  | 79 kg  | 15-12-1948   | North Carolina    |
| A | 32 | Stati Uniti (bandiera) | Searcy, Ed       | 198 cm  | 95 kg  | 17-04-1952   | St. John's Redmen |
| A/C | 35 | Stati Uniti (bandiera) | Silas, Paul      | 201 cm  | 100 kg | 12-07-1943   | Creighton         |
| G | 27 | Stati Uniti (bandiera) | Stacom, Kevin    | 191 cm  | 84 kg  | 04-09-1951   | Providence        |
| G | 10 | Stati Uniti (bandiera) | White, Jo Jo     | 191 cm  | 86 kg  | 16-11-1946   | Kansas            |

| \| Pos. \| Num. \| Naz. \| Nome \| Altezza \| Peso \| Data nascita \| Provenienza \| \| ---- \| ----- \| ---- \| ----------------- \| ------- \| ------ \| ------------ \| ------------------- \| \| A/C \| 33 \| \| Adams, Alvan \| 206 cm \| 95 kg \| 19-07-1954 \| Oklahoma \| \| C \| 21 \| \| Awtrey, Dennis \| 208 cm \| 107 kg \| 22-02-1948 \| Santa Clara \| \| A/C \| 40 \| \| Bantom, Mike \| 206 cm \| 91 kg \| 03-12-1951 \| St. Joseph's Hawks \| \| G/AP \| 14 \| \| Erickson, Keith \| 196 cm \| 88 kg \| 19-04-1944 \| UCLA \| \| G \| 32 \| \| Hawthorne, Nate \| 193 cm \| 86 kg \| 15-01-1950 \| Southern Illinois \| \| A \| 24 \| \| Heard, Gar \| 198 cm \| 99 kg \| 03-05-1948 \| Oklahoma \| \| G \| 10 \| \| Lumpkin, Phil \| 183 cm \| 75 kg \| 20-12-1951 \| Miami (OH) \| \| A \| 18 \| \| Perry, Curtis \| 201 cm \| 100 kg \| 13-09-1948 \| Missouri State \| \| G/AP \| 12 \| \| Riley, Pat \| 193 cm \| 93 kg \| 20-03-1945 \| Kentucky \| \| A \| 30 \| \| Saunders, Fred \| 201 cm \| 95 kg \| 13-06-1951 \| SU Orangemen \| \| A/C \| 34 \| \| Shumate, John \| 206 cm \| 107 kg \| 06-04-1952 \| Notre Dame \| \| G \| 14702 \| \| Sobers, Ricky \| 191 cm \| 90 kg \| 15-01-1953 \| UNLV \| \| G/AP \| 5 \| \| Van Arsdale, Dick \| 196 cm \| 95 kg \| 22-02-1943 \| Indiana \| \| G \| 44 \| \| Westphal, Paul \| 193 cm \| 88 kg \| 30-11-1950 \| Southern California \| \| G/AP \| 25 \| \| Wetzel, John \| 196 cm \| 86 kg \| 22-10-1944 \| Virginia Tech \| | Allenatore - John MacLeod Assistente/i - Al Bianchi - Joe Proski Legenda - (C) Capitano - (FA) Free agent - (S) Sospeso - (TW) Contratto Two-way - (GL) Assegnato a squadra G League affiliata - Infortunato Roster • Transazioni · Ultima transazione: 8 giugno 1976 |                        |                   |         |        |              |                     |
| Pos. | Num. | Naz.                   | Nome              | Altezza | Peso   | Data nascita | Provenienza         |
| A/C | 33 | Stati Uniti (bandiera) | Adams, Alvan      | 206 cm  | 95 kg  | 19-07-1954   | Oklahoma            |
| C | 21 | Stati Uniti (bandiera) | Awtrey, Dennis    | 208 cm  | 107 kg | 22-02-1948   | Santa Clara         |
| A/C | 40 | Stati Uniti (bandiera) | Bantom, Mike      | 206 cm  | 91 kg  | 03-12-1951   | St. Joseph's Hawks  |
| G/AP | 14 | Stati Uniti (bandiera) | Erickson, Keith   | 196 cm  | 88 kg  | 19-04-1944   | UCLA                |
| G | 32 | Stati Uniti (bandiera) | Hawthorne, Nate   | 193 cm  | 86 kg  | 15-01-1950   | Southern Illinois   |
| A | 24 | Stati Uniti (bandiera) | Heard, Gar        | 198 cm  | 99 kg  | 03-05-1948   | Oklahoma            |
| G | 10 | Stati Uniti (bandiera) | Lumpkin, Phil     | 183 cm  | 75 kg  | 20-12-1951   | Miami (OH)          |
| A | 18 | Stati Uniti (bandiera) | Perry, Curtis     | 201 cm  | 100 kg | 13-09-1948   | Missouri State      |
| G/AP | 12 | Stati Uniti (bandiera) | Riley, Pat        | 193 cm  | 93 kg  | 20-03-1945   | Kentucky            |
| A | 30 | Stati Uniti (bandiera) | Saunders, Fred    | 201 cm  | 95 kg  | 13-06-1951   | SU Orangemen        |
| A/C | 34 | Stati Uniti (bandiera) | Shumate, John     | 206 cm  | 107 kg | 06-04-1952   | Notre Dame          |
| G | 14702 | Stati Uniti (bandiera) | Sobers, Ricky     | 191 cm  | 90 kg  | 15-01-1953   | UNLV                |
| G/AP | 5 | Stati Uniti (bandiera) | Van Arsdale, Dick | 196 cm  | 95 kg  | 22-02-1943   | Indiana             |
| G | 44 | Stati Uniti (bandiera) | Westphal, Paul    | 193 cm  | 88 kg  | 30-11-1950   | Southern California |
| G/AP | 25 | Stati Uniti (bandiera) | Wetzel, John      | 196 cm  | 86 kg  | 22-10-1944   | Virginia Tech       |

#### Risultati
| Arbitri: | Darell Garretson Jake O'Donnell |

|                                                                  |            |                                                                       |
| D. Cowens 25                                                     | Punti      | A. Adams 26                                                           |
| D. Cowens 10                                                     | Assist     | R. Sobers 7                                                           |
| D. Cowens 21                                                     | Rimbalzi   | C. Perry 10                                                           |
| Cowens, Nelson, Scott, Silas, White (Havlicek, Kuberski, Stacom) | Formazioni | Adams, Heard, Perry, Sobers, Westphal (Awtrey, Erickson, Van Arsdale) |

| Arbitri: | Earl Strom Joe Gushue |

| |            |                                                                                                  |
| J. Havlicek 23                                                                                     | Punti      | P. Westphal 28                                                                                   |
| J.J. White 9                                                                                       | Assist     | A. Adams, P. Westphal 5                                                                          |
| P. Silas 17                                                                                        | Rimbalzi   | A. Adams 15                                                                                      |
| Cowens, Nelson, Scott, Silas, White (Anderson, Ard, Boswell, Havlicek, Kuberski, McDonald, Stacom) | Formazioni | Adams, Heard, Perry, Sobers, Westphal (Awtrey, Erickson, Hawthorne, Lumpkin, Riley, Van Arsdale) |

| Arbitri: | Richie Powers Paul Mihalak |

|                                                                                           |            |                                                                                 |
| A. Adams 33                                                                               | Punti      | J.J. White 24                                                                   |
| P. Westphal 6                                                                             | Assist     | C. Scott 5                                                                      |
| A. Adams 14                                                                               | Rimbalzi   | D. Cowens 17                                                                    |
| Adams, Heard, Perry, Sobers, Westphal (Awtrey, Erickson, Hawthorne, Lumpkin, Van Arsdale) | Formazioni | Cowens, Kuberski, Scott, Silas, White (Ard, Havlicek, McDonald, Nelson, Stacom) |

| Arbitri: | Don Murphy Manny Sokol |

|                                                                                           |            |                                                                                 |
| P. Westphal 28                                                                            | Punti      | J.J. White 25                                                                   |
| P. Westphal 9                                                                             | Assist     | J.J. White 5                                                                    |
| G. Heard 15                                                                               | Rimbalzi   | P. Silas 14                                                                     |
| Adams, Heard, Perry, Sobers, Westphal (Awtrey, Erickson, Hawthorne, Lumpkin, Van Arsdale) | Formazioni | Cowens, Kuberski, Scott, Silas, White (Ard, Havlicek, McDonald, Nelson, Stacom) |

| Arbitri: | Richie Powers Don Murphy Bob Rakel |

|                                                                                 |            |                                                                                           |
| J.J. White 33                                                                   | Punti      | P. Westphal, R. Sobers 25                                                                 |
| J.J. White 9                                                                    | Assist     | C. Perry, R. Sobers 6                                                                     |
| D. Cowens 19                                                                    | Rimbalzi   | C. Perry 15                                                                               |
| Cowens, Havlicek, Scott, Silas, White (Ard, Kuberski, McDonald, Nelson, Stacom) | Formazioni | Adams, Heard, Perry, Sobers, Westphal (Awtrey, Erickson, Hawthorne, Lumpkin, Van Arsdale) |

| Arbitri: | Darell Garretson Jake O'Donnell |

|                                                                                  |            |                                                                                 |
| A. Adams 20                                                                      | Punti      | C. Scott 25                                                                     |
| A. Adams 6                                                                       | Assist     | J.J. White 6                                                                    |
| G. Heard 10                                                                      | Rimbalzi   | D. Cowens 17                                                                    |
| Adams, Heard, Perry, Sobers, Westphal (Awtrey, Erickson, Hawthorne, Van Arsdale) | Formazioni | Cowens, Havlicek, Scott, Silas, White (Ard, Kuberski, McDonald, Nelson, Stacom) |

| Campione NBA 1976         |
| ------------------------- |
| Boston Celtics 13º titolo |

#### Hall of famer
| NBA Finals | Atleta        | Squadra        | Anno      |                      |
| ---------- | ------------- | -------------- | --------- | -------------------- |
| Giocatore  | Dave Cowens   | Boston Celtics | 1991      | Giocatore            |
| Giocatore  | John Havlicek | Boston Celtics | 1984      | Giocatore            |
| Giocatore  | Don Nelson    | Boston Celtics | 2012      | Allenatore           |
| Giocatore  | Charlie Scott | Boston Celtics | 2018      | Giocatore            |
| Giocatore  | Jo Jo White   | Boston Celtics | 2015      | Giocatore            |
| Allenatore | Tom Heinsohn  | Boston Celtics | 1986 2015 | Giocatore Allenatore |
| Giocatore  | Pat Riley     | Phoenix Suns   | 2008      | Allenatore           |
| Giocatore  | Paul Westphal | Phoenix Suns   | 2019      | Giocatore            |

#### MVP delle Finali
- #10 Jo Jo White, Boston Celtics.

## Squadra vincitrice

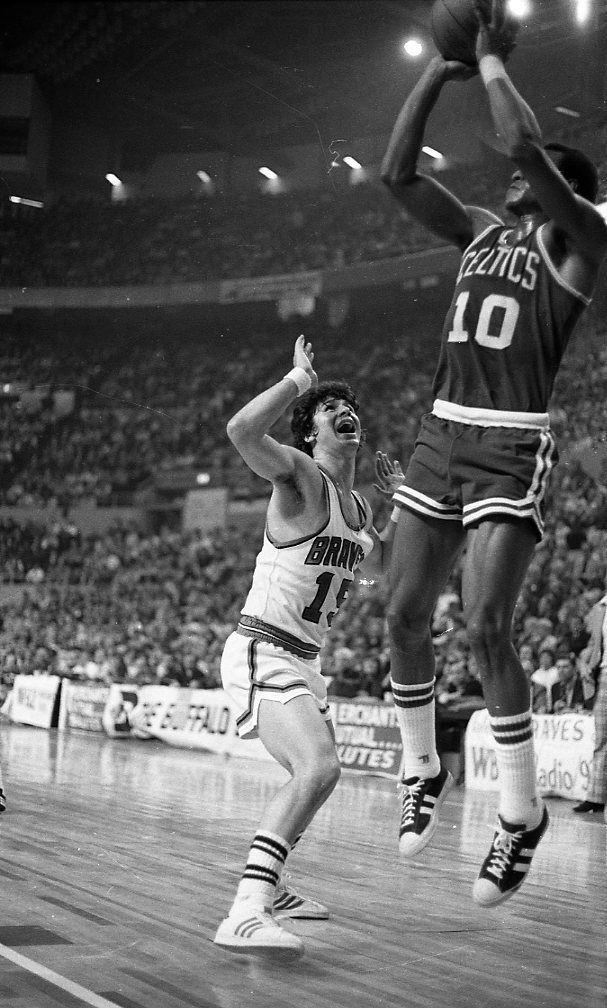
1. 10 Jo Jo White, Boston Celtics.

| N° | Naz.                   | Ruolo | Sportivo        |  | Alt. |  |
| -- | ---------------------- | ----- | --------------- |  | ---- |  |
| 10 | Stati Uniti (bandiera) | P     | Jo Jo White     |  | 189  |  |
| 11 | Stati Uniti (bandiera) | G     | Charlie Scott   |  | 196  |  |
| 17 | Stati Uniti (bandiera) | AP    | John Havlicek   |  | 196  |  |
| 18 | Stati Uniti (bandiera) | C     | Dave Cowens     |  | 206  |  |
| 19 | Stati Uniti (bandiera) | AP    | Don Nelson      |  | 198  |  |
| 27 | Stati Uniti (bandiera) | G     | Kevin Stacom    |  | 190  |  |
| 30 | Stati Uniti (bandiera) | G     | Glenn McDonald  |  | 200  |  |
| 31 | Stati Uniti (bandiera) | C     | Tom Boswell     |  | 206  |  |
| 33 | Stati Uniti (bandiera) | AG    | Steve Kuberski  |  | 203  |  |
| 34 | Stati Uniti (bandiera) | AG    | Jim Ard         |  | 203  |  |
| 35 | Stati Uniti (bandiera) | AP    | Paul Silas      |  | 201  |  |
| 42 | Stati Uniti (bandiera) | G     | Jerome Anderson |  | 196  |  |
|    | Stati Uniti (bandiera) | All.  | Tom Heinsohn    |  |      |  |

## Statistiche
Aggiornate al 23 agosto 2021.
| Categoria | Singola prestazione | Singola prestazione | Singola prestazione | Media       | Media            | Media | Media |
| Categoria | Giocatore           | Squadra             | Max                 | Giocatore   | Squadra          | Media | PG    |
| --------- | ------------------- | ------------------- | ------------------- | ----------- | ---------------- | ----- | ----- |
| Punti     | Fred Brown          | Seattle S.Sonics    | 45                  | Fred Brown  | Seattle S.Sonics | 28,5  | 6     |
| Rimbalzi  | Dave Cowens         | Boston Celtics      | 26                  | Dave Cowens | Boston Celtics   | 16,4  | 18    |
| Assist    | Rick Barry          | G.S. Warriors       | 14                  | Randy Smith | Buffalo Braves   | 8,6   | 9     |